# I Wanna Hold Your Hand
I Wanna Hold Your Hand is een Amerikaanse filmkomedie uit 1978 en was het regiedebuut van Robert Zemeckis. De film, die over de Beatlemania gaat, is vernoem naar het nummer I Want to Hold Your Hand van The Beatles. Steven Spielberg functioneerde als producent en moest Universal Studios beloven dat hij in zou springen als Zemeckis een incompotente regisseur bleek te zijn. Ondanks dat de film goede recensies ontving, was het een grote financiele flop.

## Plot
In 1964 rennen zes tieners uit New Jersey weg om The Beatles te zien optreden in The Ed Sullivan Show, in de hoop hun idolen te ontmoeten. Ze hebben echter geen kaartjes. 